# الجوهرة (ممثلة)
الجوهرة (9 فبراير 1981 -)، ممثلة كويتية.

## عن حياتها
هي الشقيقة الكبرى للممثلة أفراح. كانت بداية دخولها المجال الفني في عام 2006، وارتبطت أعمالها بالمنتج نايف الراشد، اعلنت عن اعتزالها التمثيل خلال اتصال هاتفي في قناة فنون بعام 2011.

## أعمالها

### في التلفزيون
| سنة الإنتاج | اسم المسلسل    |
| ----------- | -------------- |
| 2006        | صاحبة الامتياز |
| 2006        | بين الهدب دمعة |
| 2007        | زهور عمري      |
| 2007        | جمانة          |
| 2008        | شر النفوس      |
| 2010        | شر النفوس 3    |

### في المسرح
| سنة الإنتاج | اسم المسرحية       |
| ----------- | ------------------ |
| 2006        | أمل في مملكة النمل |

## روابط خارجية
- الجوهرة على موقع قاعدة بيانات الأفلام العربية